# Fimauto Valpolicella 2016-2017
Questa pagina raccoglie i dati riguardanti l'Associazione Sportiva Dilettantistica Fimauto Valpolicella nelle competizioni ufficiali della stagione 2016-2017.

## Divise e sponsor
Lo sponsor principale è Fimauto, concessionaria automobilistica dei marchi BMW e Mini con sede a Verona.
| Casa | Seconda tenuta | Trasferta |

## Staff tecnico
- Allenatore: Diego Zuccher
- Preparatore Atletico: Sara Zanotti
- Allenatore primavera: Luca Bittante

## Rosa
Rosa come da sito ufficiale e Football.it.
| N. |                   | Ruolo | Calciatrice        |
| -- | ----------------- | ----- | ------------------ |
|    | Italia (bandiera) | P     | Giulia Meleddu     |
|    | Italia (bandiera) | P     | Alessia Sterza     |
|    | Italia (bandiera) | P     | Federica Vilio     |
|    | Italia (bandiera) | P     | Ramona Visentini   |
|    | Italia (bandiera) | D     | Nenè Nhaga Bissoli |
|    | Italia (bandiera) | D     | Irene Cordioli     |
|    | Italia (bandiera) | D     | Lisa Faccioli      |
|    | Italia (bandiera) | D     | Lisa Galvan        |
|    | Italia (bandiera) | D     | Chiara Inverardi   |
|    | Italia (bandiera) | D     | Sara Magnaguagno   |
|    | Italia (bandiera) | D     | Eleonora Salamon   |
|    | Italia (bandiera) | D     | Sofia Zamarra      |
|    | Italia (bandiera) | C     | Alexa Benincaso    |

| N. |                      | Ruolo | Calciatrice        |
| -- | -------------------- | ----- | ------------------ |
|    | Italia (bandiera)    | C     | Emanuela Carradore |
|    | Scozia (bandiera)    | C     | Alana Marshall     |
|    | Italia (bandiera)    | C     | Debora Mascanzoni  |
|    | Polonia (bandiera)   | C     | Madison Solow      |
|    | Italia (bandiera)    | C     | Irene Tombola      |
|    | Italia (bandiera)    | C     | Marica Usvardi     |
|    | Italia (bandiera)    | A     | Valentina Boni     |
|    | Italia (bandiera)    | A     | Sara Capovilla     |
|    | Scozia (bandiera)    | A     | Rebecca Dempster   |
|    | Finlandia (bandiera) | A     | Riikka Hannula     |
|    | Italia (bandiera)    | A     | Giorgia Marchiori  |
|    | Italia (bandiera)    | A     | Daiana Mascanzoni  |

## Calciomercato

### Sessione estiva
| Acquisti | Acquisti         | Acquisti     | Acquisti |
| R.       | Nome             | da           | Modalità |
| -------- | ---------------- | ------------ | -------- |
| D        | Eleonora Salamon | San Zaccaria |          |
| C        | Alana Marshall   | Spartans     |          |
| A        | Rebecca Dempster | Aberdeen     |          |
| A        | Riikka Hannula   | Honka        |          |

|  |

### Sessione invernale
|  |

| Cessioni | Cessioni       | Cessioni | Cessioni |
| R.       | Nome           | a        | Modalità |
| -------- | -------------- | -------- | -------- |
| C        | Alana Marshall |          |          |

## Risultati

### Serie B

#### Girone di andata
| Arbitro: | Alessandro Scifo (Trento) |

|                                              |           |  |
| Solow 19’ Boni 49’ Marshall 54’ Faccioli 70’ | Marcatori |  |

#### Girone di ritorno
| Arbitro: | Matteo Mori (La Spezia) |

|  |           |              |
|  | Marcatori | 94’ Faccioli |

### Coppa Italia

#### Primo turno
Accoppiamento A10
| Arbitro: | Davide Albano (Venezia) |

|              |           |                   |
| Marangon 64’ | Marcatori | 9’ Boni 61’ Solow |

| Arbitro: | William Villa (Rimini) |

|                                                |           |  |
| Capovilla 29’ De. Mascanzoni 47’, 50’ Boni 66’ | Marcatori |  |

#### Secondo turno
| Arbitro: | Marco Paletta (Lodi) |

|                                                           |           |  |
| Boni 7’ De. Mascanzoni 31’, 84’ Capovilla 38’ Zamarra 70’ | Marcatori |  |

#### Terzo turno
| Arbitro: | Alessio Caporale (Abbiategrasso) |

|                                |           |         |
| Gabbiadini 9’, 49’ Boattin 67’ | Marcatori | 6’ Boni |

## Statistiche

### Statistiche di squadra
| Competizione | Punti | In casa | In casa | In casa | In casa | In casa | In casa | In trasferta | In trasferta | In trasferta | In trasferta | In trasferta | In trasferta | Totale | Totale | Totale | Totale | Totale | Totale | DR  |
| Competizione | Punti | G       | V       | N       | P       | Gf      | Gs      | G            | V            | N            | P            | Gf           | Gs           | G      | V      | N      | P      | Gf     | Gs     | DR  |
| ------------ | ----- | ------- | ------- | ------- | ------- | ------- | ------- | ------------ | ------------ | ------------ | ------------ | ------------ | ------------ | ------ | ------ | ------ | ------ | ------ | ------ | --- |
| Serie B      | 71    | 13      |         |         |         |         |         | 13           |              |              |              |              |              | 26     | 23     | 2      | 1      | 96     | 17     | +79 |
| Coppa Italia | -     | 2       | 2       | 0       | 0       | 9       | 0       | 2            | 1            | 0            | 1            | 3            | 4            | 4      | 3      | 0      | 1      | 12     | 4      | +8  |
| Totale       | -     | 15      |         |         |         |         |         | 15           |              |              |              |              |              | 30     | 26     | 2      | 2      | 108    | 21     | +87 |

### Statistiche delle giocatrici
| Giocatore      | Serie B  | Serie B | Serie B     | Serie B    | Coppa Italia | Coppa Italia | Coppa Italia | Coppa Italia | Totale   | Totale | Totale      | Totale     |
| Giocatore      | Presenze | Reti    | Ammonizioni | Espulsioni | Presenze     | Reti         | Ammonizioni  | Espulsioni   | Presenze | Reti   | Ammonizioni | Espulsioni |
| -------------- | -------- | ------- | ----------- | ---------- | ------------ | ------------ | ------------ | ------------ | -------- | ------ | ----------- | ---------- |
| A. Benincaso   | 13       | 3       | 0           | 0          | ?            | ?            | ?            | ?            | 13+      | 3+     | 0+          | 0+         |
| N. Bissoli     | 21       | 1       | 3           | 0          | ?            | ?            | ?            | ?            | 21+      | 1+     | 3+          | 0+         |
| V. Boni        | 26       | 28      | 0           | 0          | ?            | ?            | ?            | ?            | 26+      | 28+    | 0+          | 0+         |
| S. Capovilla   | 24       | 14      | 1           | 0          | ?            | ?            | ?            | ?            | 24+      | 14+    | 1+          | 0+         |
| E. Carradore   | 23       | 4       | 3           | 0          | ?            | ?            | ?            | ?            | 23+      | 4+     | 3+          | 0+         |
| G. Cordioli    | 0        | 0       | 0           | 0          | ?            | ?            | ?            | ?            | 0+       | 0+     | 0+          | 0+         |
| R. Dempster    | 13       | 2       | 0           | 0          | ?            | ?            | ?            | ?            | 13+      | 2+     | 0+          | 0+         |
| L. Faccioli    | 25       | 17      | 0           | 0          | ?            | ?            | ?            | ?            | 25+      | 17+    | 0+          | 0+         |
| L. Galvan      | 9        | 0       | 0           | 0          | ?            | ?            | ?            | ?            | 9+       | 0+     | 0+          | 0+         |
| R. Hannula     | 12       | 7       | 0           | 0          | ?            | ?            | ?            | ?            | 12+      | 7+     | 0+          | 0+         |
| C. Inverardi   | 1        | 0       | 0           | 0          | ?            | ?            | ?            | ?            | 1+       | 0+     | 0+          | 0+         |
| S. Magnaguagno | 7        | 1       | 0           | 0          | ?            | ?            | ?            | ?            | 7+       | 1+     | 0+          | 0+         |
| G. Marchiori   | 1        | 0       | 0           | 0          | ?            | ?            | ?            | ?            | 1+       | 0+     | 0+          | 0+         |
| A. Marshall    | 7        | 3       | 2           | 0          | ?            | ?            | ?            | ?            | 7+       | 3+     | 2+          | 0+         |
| Da. Mascanzoni | 24       | 5       | 0           | 0          | ?            | ?            | ?            | ?            | 24+      | 5+     | 0+          | 0+         |
| De. Mascanzoni | 19       | 7       | 0           | 0          | ?            | ?            | ?            | ?            | 19+      | 7+     | 0+          | 0+         |
| G. Meleddu     | 13       | -12     | 0           | 0          | ?            | ?            | ?            | ?            | 13+      | -12+   | 0+          | 0+         |
| E. Salamon     | 24       | 0       | 2           | 0          | ?            | ?            | ?            | ?            | 24+      | 0+     | 2+          | 0+         |
| M. Solow       | 24       | 3       | 0           | 0          | ?            | ?            | ?            | ?            | 24+      | 3+     | 0+          | 0+         |
| A. Sterza      | 0        | 0       | 0           | 0          | ?            | ?            | ?            | ?            | 0+       | 0+     | 0+          | 0+         |
| I. Tombola     | 23       | 0       | 7           | 1          | ?            | ?            | ?            | ?            | 23+      | 0+     | 7+          | 1+         |
| M. Usvardi     | 13       | 0       | 0           | 0          | ?            | ?            | ?            | ?            | 13+      | 0+     | 0+          | 0+         |
| F. Vilio       | 0        | 0       | 0           | 0          | ?            | ?            | ?            | ?            | 0+       | 0+     | 0+          | 0+         |
| R. Visentini   | 13       | -5      | 0           | 0          | ?            | ?            | ?            | ?            | 13+      | -5+    | 0+          | 0+         |
| S. Zamarra     | 20       | 0       | 0           | 0          | ?            | ?            | ?            | ?            | 20+      | 0+     | 0+          | 0+         |